# Premios BAMV Fest
Los Premios BAMV Fest, organizados por Buenos Aires Music Video Festival, es una premiación argentina creada para promover y premiar las mejores videoclips de cada año, tanto nacionales como a nivel mundial. Son organizados y otorgados desde 2019 por una iniciativa privada y cuenta con el apoyo del Gobierno de la Ciudad de Buenos Aires y Directores Argentinos Cinematográficos (DAC).

## Ceremonias
| No. | Año  | Fecha           | Lugar del evento         | Presentador(es)                                                           | Video del año                                                                                     | Ref.        |
| --- | ---- | --------------- | ------------------------ | ------------------------------------------------------------------------- | ------------------------------------------------------------------------------------------------- | ----------- |
| 1   | 2019 | 29 de noviembre | Dumont 4040              | Juan Montes                                                               | «Burn October» de Ateph Elidja (dirigido por Ed Braun y Justo Dell Acqua)                         | [ 3 ]       |
| 2   | 2020 | 29 de noviembre | Evento virtual           | Melanie Anton Def y Mr. Miguelius                                         | «Coração tambor» de Fran (dirigido por Pedro Alvarenga y Rafael di Celio)                         | [ 4 ]       |
| 3   | 2021 | 15 de diciembre | Cultural Vivo            | Daniela Milagros, Joako22, Alan Sutton, Martin Oliver y La Chica de Fuego | «Love Again (Director's Cut)» de Dua Lipa (dirigido por Lope Serrano aka CANADA)                  | [ 5 ] [ 6 ] |
| 4   | 2022 | 4 de noviembre  | Centro Cultural Recoleta | Juan Montes                                                               | «Nadie» de Sin Bandera (dirigido por Hernán Corera y Juan Piczman)                                | [ 7 ]       |
| 5   | 2023 | 27 de noviembre | Centro Cultural Kirchner | Lucas Fridman                                                             | «Descartable» de WOS (dirigido por Rafael Nir y Tomás Curland)                                    | [ 8 ]       |
| 6   | 2024 | 31 de octubre   | C ART MEDIA              | Lula Baldi                                                                | «El Morocho, El Rubio y El Colo» de Swaggerboyz y Dillom (dirigido por Santi Chaher y Kevin Zeta) | [ 9 ]       |

Notas
1. ↑  La segunda ceremonia anual de los premios BAVF Fest se llevó a cabo virtualmente debido a la pandemia de COVID-19

## Categorías
Buenos Aires Music Video Festival otorga premios en una serie de categorías, cada una de las cuales aísla una contribución específica. Cuenta con más de 30 categorías oficiales que premian a los mejores videoclips del año en cinco competencias: general, voto del público, especial, técnica y formatos. 
| Competencia general - Video del año - Mejor dirección - Mejor video (Argentina) - Mejor video (LATAM) - Mejor video (Internacional) Competencia YouTube Music - Video favorito - Video pop - Video rock - Video hip hop - Video urbano - Video latino - Video world music - Video electrónica Competencia emergente - Video emergente - Mejor dirección emergente - Hecho en Buenos Aires - Video estudiante | Competencia técnica - Dirección de fotografía - Dirección de arte - VFX - Edición - Coreografía - Styling Competencia narrativa - Drama - Impacto social - Animación - Sci fi - Vertigo - Delirio |